# Cylindrotettix attenuatus
Cylindrotettix attenuatus är en insektsart som beskrevs av Roberts 1975. Cylindrotettix attenuatus ingår i släktet Cylindrotettix och familjen gräshoppor. Inga underarter finns listade i Catalogue of Life.